# Pimelodus blochii
Pimelodus blochii es una especie de peces de la familia Pimelodidae en el orden de los Siluriformes.

## Morfología
Los machos pueden llegar alcanzar los 35 cm de longitud total.

## Hábitat
Es un pez de agua dulce.

## Distribución geográfica
Se encuentran en Sudamérica en las cuencas de los ríos Orinoco y Amazonas.

## Nombres comunes
En España y Venezuela, bagre cogotúo; en Ecuador, barbudo; en Colombia rampuche o nicuro.